# Klementyna Zubrzycka-Bączkowska
Klementyna Zubrzycka-Bączkowska (ur. 22 maja 1887 w Limanowej, zm. 29 grudnia 1968 tamże) – polska farmaceutka, fotografka amatorka.

## Życiorys

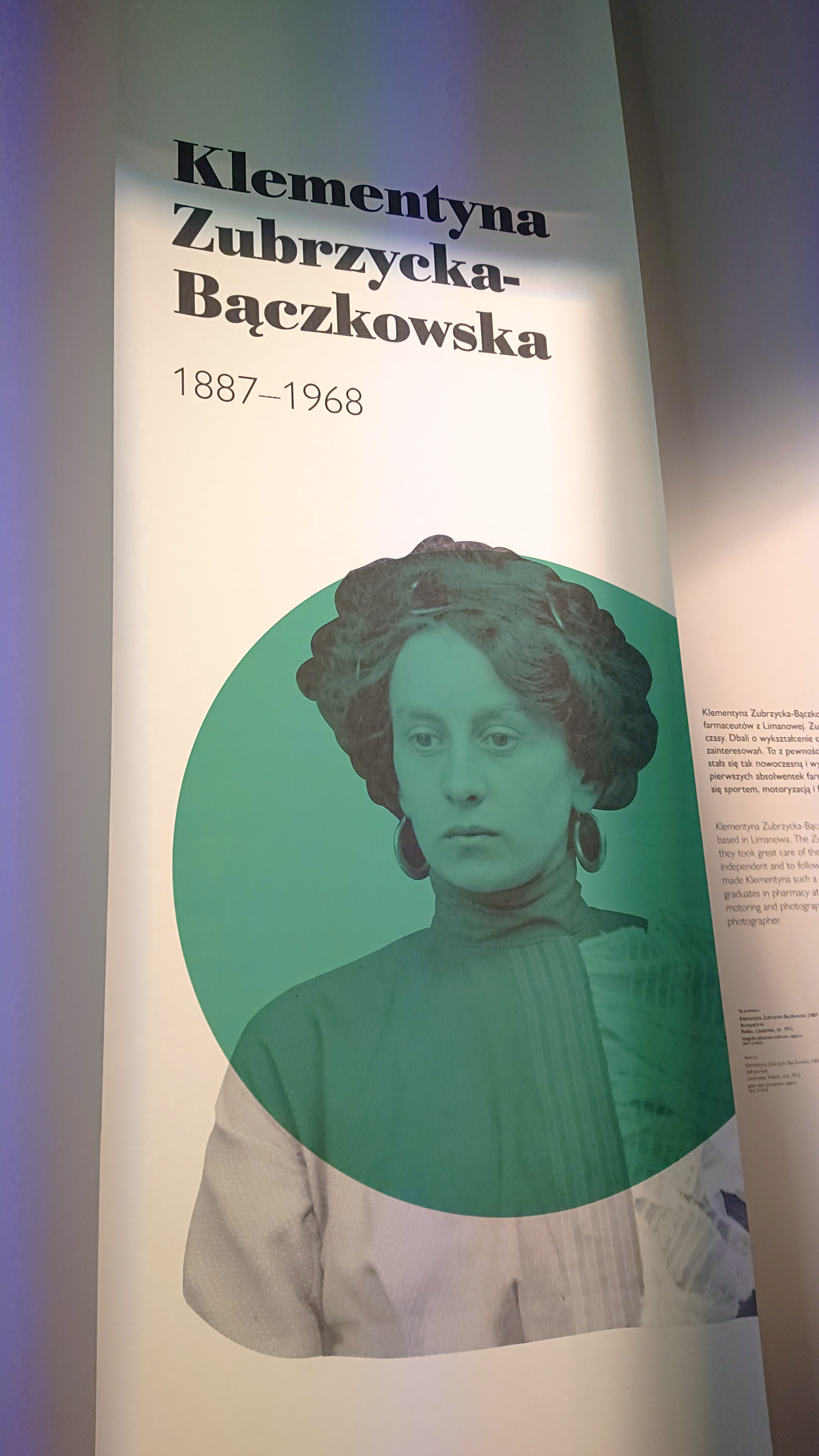
Sylwetka Klementyna Zubrzycka-Bączkowska na wystawie głównej w Muzeum Fotografii w Krakowie

Pochodziła z rodziny aptekarzy. Zawód ten wykonywali jej pradziadek Ludwik Müller, dziadek Antoni Müller i ojciec Walery Zubrzycki herbu Wieniawa. Ten ostatni dodatkowo przez wiele lat był burmistrzem Limanowej. Napisał też monografię miasta. Był działaczem społecznym. Matką Klementyny była Franciszka Müllerówna.
W Limanowej Klementyna Zubrzycka skończyła szkołę powszechną. Potem uczyła się u sióstr urszulanek w Tarnowie. W 1907 ukończyła szkołę w Jaśle. Odbyła praktyki w rodzinnej aptece. Następnie studiowała farmaceutykę na Uniwersytecie Jagiellońskim. Tytuł magisterski uzyskała 11 lipca 1910 (wraz z młodszą siostrą Wiktorią). Była jedną z pierwszych absolwentek tego kierunku. Wiedza z zakresu chemii, nabyta podczas praktyk i na studiach, pozwoliła jej na eksperymenty chemiczne i techniczne w ciemni fotograficznej.
Jako fotografka była aktywna w latach ok. 1903–1920. Aparat otrzymała w czasie pobytu w Tarnowie na początku XX wieku. Był to Kodak. Aranżowała sceny, organizowała kostiumy i rekwizyty. Często fotografowała siebie i siostrę. Fotografowała w plenerze i najczęściej skupiała się na ludziach. Uwieczniła ważne wydarzenia w historii Limanowej, jak np. budowę bazyliki w 1918 (dokumentację wykonała na prośbę proboszcza), powódź w 1934, obchody święta niepodległości. Zdjęcia określane są jako nowatorskie, ciekawie skadrowane, pozbawione przypadkowości, dynamiczne, pełne radości i spontaniczności. Kobieta ze świadomością wykorzystywała aparat fotograficzny. Używała aparatów na błony zwojowe, klisze szklane i stereoskopowych. Korzystała ze statywu. Eksperymentowała z wywoływaniem zdjęć na różnych materiałach, np. jedwabiu. Urządzała pokazy przeźroczy z rzutnika (najczęściej dla rodziny).
Po wybuchu I wojny światowej wraz z rodziną wyjechała do Grazu. Rodzinną apteką, która nosiła nazwę „Pod Gwiazdą”, zarządzał wówczas Zdzisław Bączkowski, absolwent farmacji na Uniwersytecie Jagiellońskim w Krakowie. W 1915 rodzina wróciła do Limanowej. W 1920 Klementyna wyszła za mąż za Bączkowskiego. Po zamążpójściu mniej zajmowała się fotografią, skupiając się jedynie na wykonywaniu zdjęć rodzinie. Dokumentowała też rodzinne podróże. Urodziła dwie córki: Krystynę i Janinę. Obie poszły w ślady rodziców i skończyły studia farmaceutyczne.

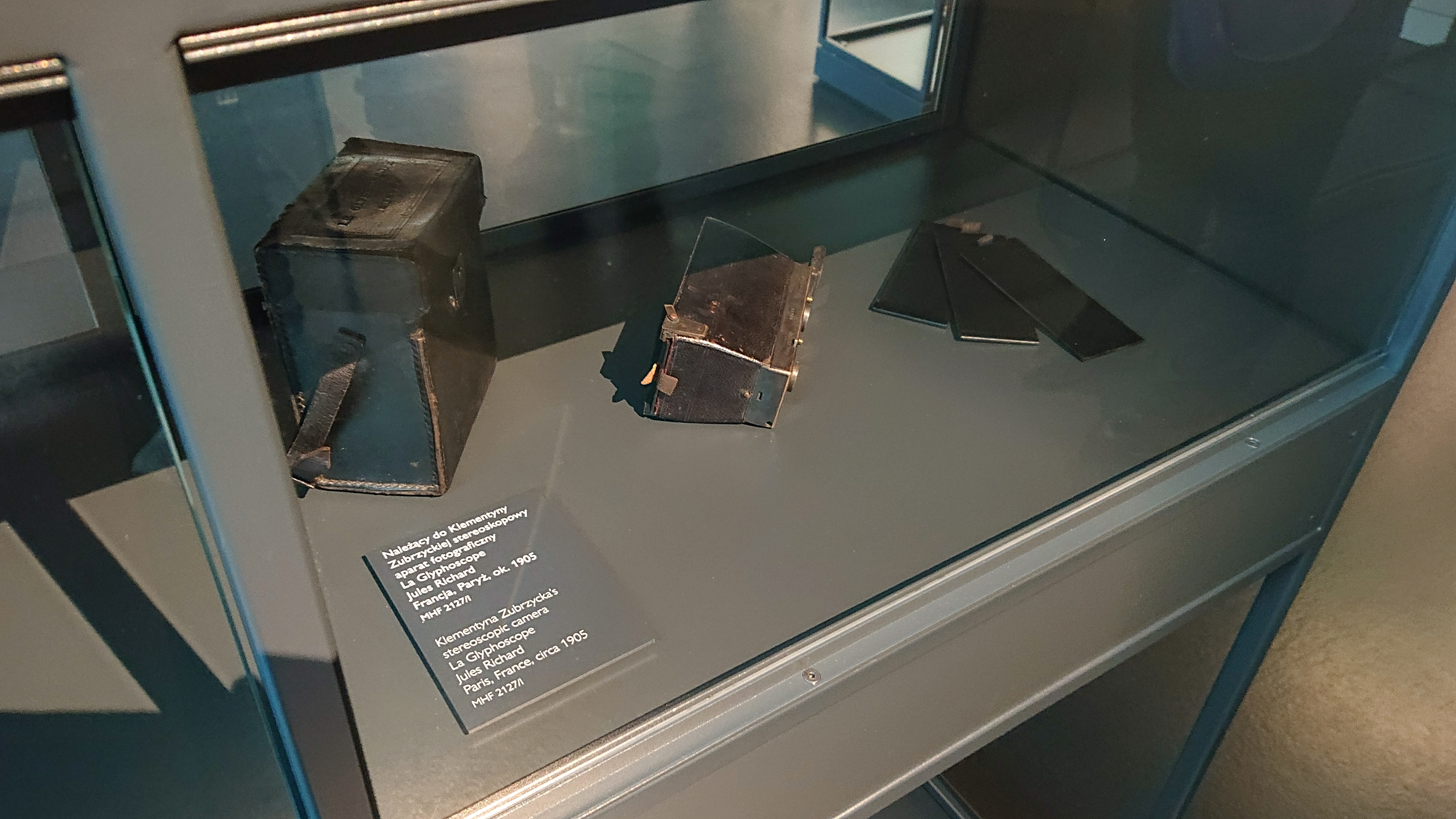
Aparat Klementyny Zubrzyckiej-Bączkowskiej na wystawie głównej w Muzeum Fotografii w Krakowie

Od 1922 była właścicielką apteki w Limanowej. W okresie międzywojennym zakład nosił nazwę Apteka mgr Klementyny Bączkowskiej. Farmaceutka prowadziła ją do emerytury, na którą przeszła w 1960.
Wraz z rodziną podróżowała Europie. Była miłośniczką taternictwa. Wraz z mężem należała do Polskiego Towarzystwa Tatrzańskiego. Jako jedna z pierwszych osób w Limanowej i okolicy była właścicielką samochodu, czeskiej Tatry. Jeździła na nartach i łyżwach, nurkowała, polowała. Poza tym tworzyła gobeliny, serwetki i obrusy, z których wiele znalazło się w bazylice w Limanowej. Malowała pejzaże. Do jazdy na rowerze zakładała spodnie. Była emancypantką.
Zubrzycka-Bączkowska wspierała dozbrajanie Wojska Polskiego. W czasie II wojny światowej owdowiała Klementyna (mąż zmarł w październiku 1939) wraz z córkami zaangażowała się w ruch oporu. Dostarczały środki medyczne dla oddziałów partyzanckich w Gorcach i Beskidzie Wyspowym. Udostępniała swoje mieszkanie na tajne wykłady i egzaminy z zakresu szkoły średniej.
Została pochowana w rodzinnym grobowcu na cmentarzu w Limanowej.

## Spuścizna
Córka Klementyny Zubrzyckiej-Bączkowskiej, Krystyna Bączkowska-Cynke, przekazała większość kolekcji zdjęć Klementyny Zubrzyckiej-Bączkowskiej Muzeum Fotografii w Krakowie. W 2013 kolekcję zdjęć prezentowano na wystawie czasowej pt. Światło-czułe świadectwo. Skarb z Limanowej w rodzinnej miejscowości fotografki. Część zdjęć matki Krystyna Bączkowska-Cynke przekazała do domu pielgrzyma w Limanowej, pozostałe do Muzeum Regionalnego Ziemi Limanowskiej.
Wyposażenie apteki z Limanowej należącej do Zubrzyckiej-Bączkowskiej jest częścią wystawy stałej w Muzeum Regionalnym Ziemi Limanowskiej.

## Upamiętnienie
Jest jedną z bohaterek wystawy stałej w Muzeum Fotografii w Krakowie. W 2019 była jedną z bohaterek wykładu Tomasza Jacka Lisa pt. Limanowianki na drodze ku niepodległości. W 2023 poświęcono jej jedno ze spotkań w ramach cyklu Krakowianki.